# Скреготівка
Скреготі́вка — село в Україні, у Луцькому районі Волинської області. Входить до складу Цуманської селищної громади. Населення становить 386 осіб.

## Походження назви
Колись село називалося «Скритівкою» — від слова «скритись». З часом назва трансформувалась.

## Історія
У 1906 році село Цуманської волості Луцького повіту Волинської губернії. Відстань від повітового міста 54 верст, від волості 18. Дворів 43, мешканців 279.
19 липня 2020 року, в результаті адміністративно-територіальної реформи та ліквідації Ківерцівського району, село увійшло до складу Луцького району.

## Населення
Згідно з переписом УРСР 1989 року чисельність наявного населення села становила 395 осіб, з яких 184 чоловіки та 211 жінок.
За переписом населення України 2001 року в селі мешкало 385 осіб.

### Мова
Розподіл населення за рідною мовою за даними перепису 2001 року:
| Мова       | Відсоток |
| ---------- | -------- |
| українська | 99,74 %  |
| російська  | 0,26 %   |

## Культурні та освітні установи
1. Дитячий садок <Джерельце>.;